# Hyelaphus porcinus
O cervo-porco-indiano (Hyelaphus porcinus) é um pequeno cervídeo nativo de Bangladesh, China, Índia, Nepal, Paquistão e Tailândia. Foi introduzido na Austrália e no Sri Lanka.

## Etimologia
Seu nome vulgar provém da maneira que corre - ao trotar, o cervo-porco-indiano mantém sua cabeça abaixada, como um porco, passando por debaixo de obstáculos, em vez de pular sobre eles como a maioria dos demais cervos. Porém, saltos também são realizados, sempre que mais viáveis. Durante o pulo, a cauda se ergue, exibindo a região de pelo branco existente sob ela.

## Descrição física

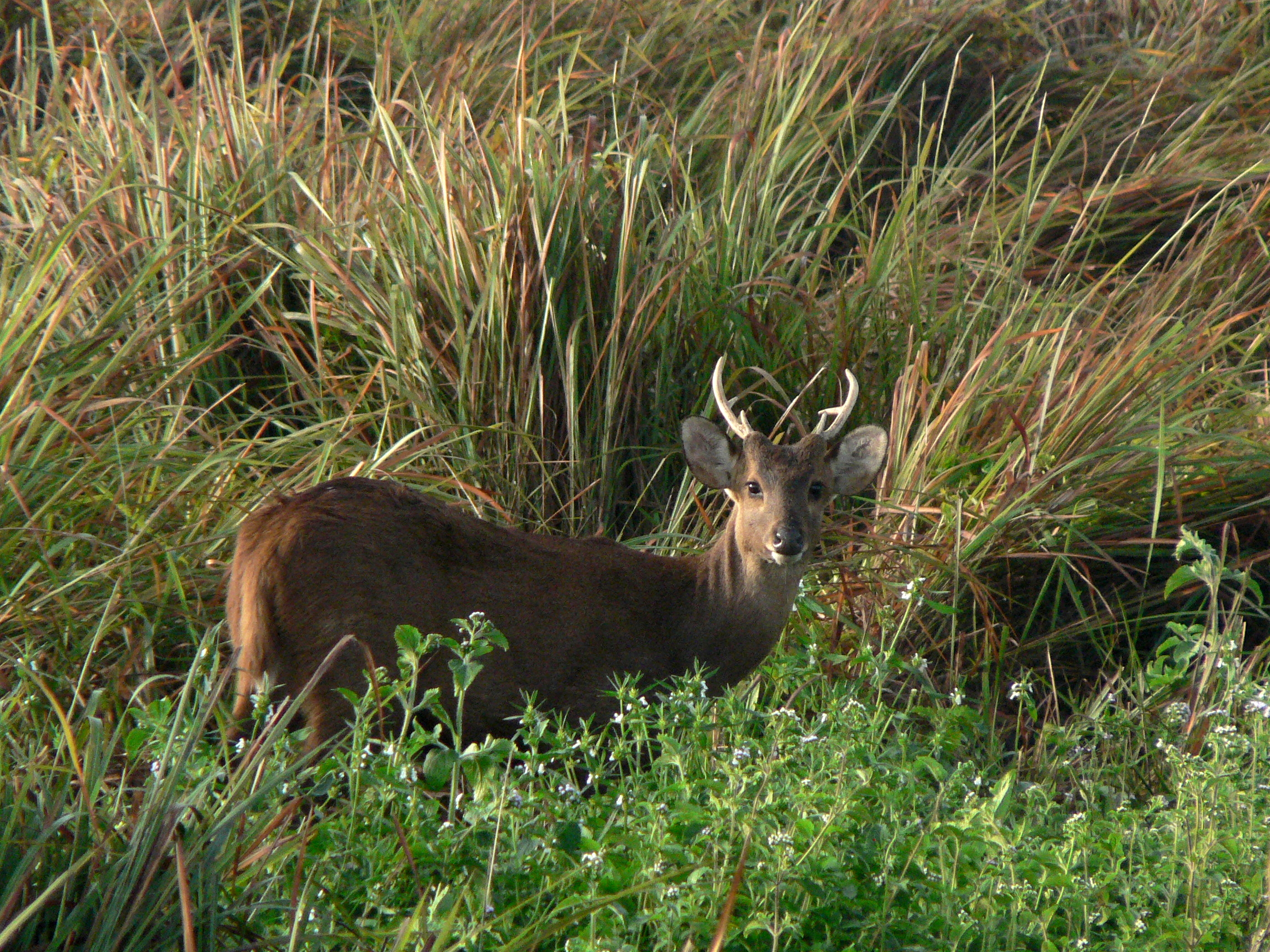
Macho em Assam

A pelagem do cervo-porco-indiano é bastante espessa e  uniformemente marrom-escura no inverno, exceto na barriga e nas pernas que são de cor mais clara. No final da primavera, a mudança para um tom avermelhado começa, embora isso possa variar entre os indivíduos. Muitos cervos mostram uma faixa dorsal escura. No verão, geralmente há uma fileira uniforme de manchas coloridas ao longo de cada lado da faixa dorsal dos ombros até o traseiro. A cauda é bastante curta e marrom, mas com ponta de branco. O veado pode eriçar os cabelos caudais em uma exibição distinta de alarme.

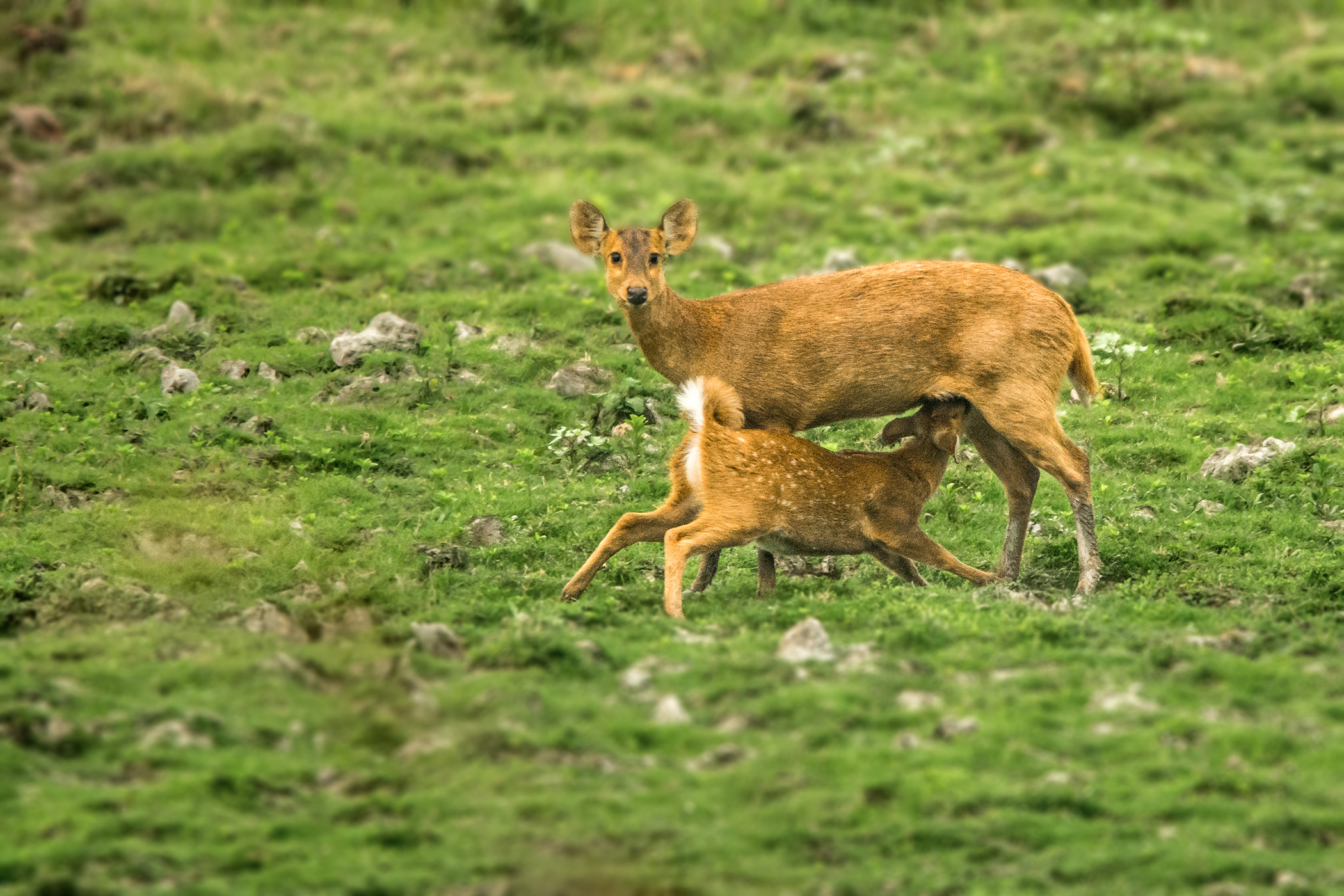
Fêmea amamentando em Kaziranga, na Índia

A tabela abaixo indica alguns dados acerca da espécie:
|        | Altura até os ombros, em média | Massa corporal, aproximada | Chifres  |
| ------ | ------------------------------ | -------------------------- | -------- |
| Fêmeas | 61 cm                          | 30 kg                      | Ausentes |
| Machos | 70 cm                          | 50 kg                      | Pesentes |

## Comportamento
Durante a época de acasalamento, não ocorre a formação de haréns, de modo que os machos podem cortejar ou defender as fêmeas a qualquer momento. Ao se encontrarem, machos rivais pisoteiam o chão. Indivíduos do sexo masculino tendem a ser territorialistas e agressivos em demasia.

## Predadores
Os principais predadores são tigres, leopardos e dholes. Às vezes, é predado também por pítons e leopardos-nebulosos.